# قائمة ميداليات الألعاب البارالمبية الصيفية 1968
كانت الألعاب البارالمبية الصيفية 1968 حدثاً دولياً متعدد الرياضات نُظِّم في تل أبيب، إسرائيل، من 4 إلى 13 نوفمبر 1968، حيث تنافس فيه الرياضيون من ذوي الإعاقات الجسدية ضد بعضهم البعض. تُنظم الألعاب البارالمبية بالتوازي مع الألعاب الأولمبية؛ كان من المُقَرَّر في الأصل تنظيم هذه الألعاب إلى جانب الألعاب الأولمبية الصيفية لعام 1968 في مدينة مكسيكو، ولكن قبل عامين من الحدث انسحبت الحكومة المكسيكية بسبب الصعوبات التقنية. في ذلك الوقت، كان الحدث معروفاً باسم النسخة السابعة عشر من دورة الألعاب الدولية للمُقعدين ومبتوري الأطراف (وتُسمى أيضاً ألعاب ستوك ماندفيل). كانت ألعاب ستوك ماندفيل القائد إلى تنظيم النسخة الأولى من الألعاب البارالمبية التي نظمها السير لودفيج غوتمان في عام 1948. يُصنف جدول الميداليات هذا اللجان البارالمبية الوطنية المتنافسة حسب عدد الميداليات الذهبية التي فاز بها رياضيوها.
تم منح 576 ميدالية في 10 رياضات. حيث فاز 22 من أصل 28 لجنة بارالمبية وطنية متنافسة بميدالية واحدة على الأقل، وقد حصلت الولايات المتحدة على أكبر عدد من الميداليات الذهبية بلغ عددها 33 ميدالية ذهبية، وهي أيضاً الأولى في التصنيف من حيث عدد الميداليات التي وصل عددها إلى 99 ميدالية. أما البلد المضيف أي إسرائيل فقد فازت ب62 ميدالية في الألعاب (18 ذهبية و21 فضية و23 برونزية). فاز زيبورا روبن-روزنباوم بميداليات ذهبية في مسابقة الرمي، ورمي الرمح، ودفع الثقل والسباق الخماسي وميدالية فضية في رمي القرص للبلد المضيف. أما رياضيو جنوب أفريقيا، الذين تم حظرهم من الألعاب الأولمبية بسبب سياسة الأبارتايد، فقد تمت دعوتهم للألعاب البارالمبية وفازوا بما مجموعه 26 ميدالية.
أُعلِن الرياضي الإيطالي روبرتو مارسون، الذي فاز سابقاً بميداليتين ذهبيتين في ألعاب القوى في الألعاب البارالمبية الصيفية 1964 في طوكيو، الرياضي المتميز للألعاب. إذ حصل على عشر ميداليات ذهبية، ثلاثة في مجال ألعاب القوى الميدانية، وثلاثة في السباحة وأربعة في مبارزة الكراسي المتحركة. فاز إدوارد أوين من الولايات المتحدة بميداليات في ثلاث رياضات مختلفة. أربع ذهبيات وبرونزية في ألعاب القوى، وذهبيتان في السباحة وفضية في كرة السلة على الكراسي المتحركة.

## جدول الميداليات
يستند الترتيب في هذا الجدول إلى المعلومات المقدمة من اللجنة البارالمبية الدولية ويتلائم مع اتفاقية اللجنة البارالمبية الدولية في جداول ميدالياتها المنشورة. افتراضياً، هذا الجدول مُرتب حسب عدد الميداليات الذهبية للرياضيين من الأمة الفائزة (في هذا السياق، «أمة» هي كيان تمثله اللجنة البارالمبية الوطنية). كما تُؤخذ بعين الاعتبار بعد ذلك عدد الميداليات الفضية ثم عدد الميداليات البرونزية. إذا تعادلت أمتان، يتم إعطاؤهما ترتيباً متساوياً ويوضع في الجدول أبجدياً حسب رمز البلد في اللجنة الأولمبية الدولية.
وقد تم منح ميداليتين برونزيتين في كل من الرماية والسنوكر وكرة الطاولة ولعبة البولينغ. بعض أحداث السباحة لم تُمنح فيها الميداليات الفضية أو البرونزية.
  *   البلد المضيف
- لفرز هذا الجدول حسب الأمة، أو مجموع الميداليات، أو أي عمود آخر، انقر فوق الرمز  الموجود بجوار عنوان العمود.

| الترتيب | منتخب            | ذهبية | فضية | برونزية | المجموع |
| ------- | ---------------- | ----- | ---- | ------- | ------- |
| 1       | الولايات المتحدة | 33    | 27   | 39      | 99      |
| 2       | بريطانيا العظمى  | 29    | 20   | 20      | 69      |
| 3       | إسرائيل*         | 18    | 21   | 23      | 62      |
| 4       | أستراليا         | 15    | 16   | 7       | 38      |
| 5       | فرنسا            | 13    | 10   | 9       | 32      |
| 6       | ألمانيا الغربية  | 12    | 12   | 11      | 35      |
| 7       | إيطاليا          | 12    | 10   | 17      | 39      |
| 8       | هولندا           | 12    | 4    | 4       | 20      |
| 9       | الأرجنتين        | 10    | 10   | 10      | 30      |
| 10      | جنوب إفريقيا     | 9     | 10   | 7       | 26      |
| 11      | رودسيا           | 6     | 7    | 7       | 20      |
| 12      | كندا             | 6     | 6    | 7       | 19      |
| 13      | النرويج          | 5     | 3    | 1       | 9       |
| 14      | جامايكا          | 3     | 1    | 1       | 5       |
| 15      | النمسا           | 2     | 7    | 10      | 19      |
| 16      | اليابان          | 2     | 2    | 8       | 12      |
| 17      | السويد           | 1     | 6    | 4       | 11      |
| 18      | نيوزيلندا        | 1     | 2    | 1       | 4       |
| 19      | جزيرة أيرلندا    | 0     | 4    | 5       | 9       |
| 20      | بلجيكا           | 0     | 3    | 3       | 6       |
| 21      | إسبانيا          | 0     | 3    | 1       | 4       |
| 22      | سويسرا           | 0     | 2    | 6       | 8       |
| المجموع | المجموع          | 189   | 186  | 201     | 576     |